# Heli Kajo
Heli Kajo (Helsinki, 26 ottobre 1983) è una cantante finlandese.

## Biografia
Heli Kajo è salita alla ribalta all'inizio del 2010 con la sua partecipazione a Euroviisut, il programma di selezione del rappresentante finlandese per l'Eurovision Song Contest, dove ha presentato il suo singolo di debutto Annankadun kulmassa. Dopo essersi qualificata dalla semifinale, ha cantato nella finale del 30 gennaio, piazzandosi 6ª su 10 partecipanti per volere del televoto. Nel 2012 è uscito il suo album di debutto Elämäsi suloisin virhe, che ha debuttato alla 4ª posizione della classifica finlandese. Nello stesso anno ha partecipato alla prima edizione del programma Iholla, trasmessa sulla rete televisiva Sub.

## Discografia

### Album in studio
- 2012 – Elämäsi suloisin virhe

### Singoli
- 2010 – Annankadun kulmassa
- 2012 – Jos mä kuolen nuorena
- 2012 – Elämäsi suloisin virhe
- 2013 – Enäjärven rantaan (con i Rantapojat)